# Sfântul Laurențiu (fluviu)
Sfântul Laurențiu (în franceză fleuve Saint-Laurent, engleză Saint Lawrence River) este un fluviu din America de Nord, care curge în Canada și Statele Unite ale Americii.

## Cursul
Lungimea cursului fluviului este controversată, dacă se consideră izvorul la capătul estic al lacului Ontario și vărsarea în apropiere de orașul Québec unde apa devine sărată atunci lungimea fluviului ar fi 560 km. Dacă însă se ia în considerare lungimea cursului până la vărsarea în Golful Sf. Laurențiu lângă insula Anticosti din provincia Québec atunci lungimea este de  1197 km. A treia variantă este acea în care nu se consideră ca izvor lacul Ontario ci se continuă de la lac în sus alte lacuri și râuri cu diferite denumiri ce provin din lacul îndepărtat „Lake County” din Minnesota, SUA, în acest caz fluviul are 3058 km lungime.

### De la Minnesota la lacul Ontario
Pe cursul mai lung considerat din Minnesota prin Marile Lacuri până la Atlantic râul are denumiri diferite, ca North River, Saint Louis River.
Râurile, lacurile și localitățile traversate spre aval:
- North River, este un râu de obârșie a fluviului Saint Louis
- Saint Louis River, se varsă în Lacul Superior
- Duluth, oraș în Minnesota
- Lacul Superior
- râul Saint Marys scurgere din Lacul Superior
- Sault Ste. Marie, Ontario și Michigan
- Lacul Huron
- Lake Saint Clair
- Port Huron, Michigan
- Detroit, Michigan
- Windsor, Ontario
- Râul Detroit, scurgerea lui Lake Saint Clair
- Lacul Erie
- Buffalo, New York
- Râul Niagara cu Cascada Niagara scurgere din Lacul Erie

### De la lacul Ontario la Atlantic
Fluviul Sf. Laurențiu este denumit numai de la lacul Ontario de lângă Kingston (Ontario), de aici până la Atlantic parcurge fluviul 1197 km. De la Kingston trversează după 150 km granița dintre SUA și Canada. Înainte de Montreal la vest de Laurentian Mountains se varsă în fluviul Ottawa franceză Rivière des Outaouais, engleză Ottawa River. Înainte de Québec apa fluviului devine sărată, fluviul se varsă printr-un estuar larg în Golful Sf. Laurențiu, Oceanul Atlantic.
Râurile, lacurile și localitățile traverstate spre aval:
- lacul Ontario
- Kingston
- Montreal
- Québec
- Tadoussac, Québec
- Anticosti, Québec
- vărsare în golful Sfântu Laurențiu